# 1883 (テレビドラマ)
『1883』は2021年12月19日にアメリカ合衆国の配信サービスParamount+で配信開始された西部劇ドラマのミニシリーズであり、テイラー・シェリダンにより創作された。シリーズはパラマウント・ネットワークのドラマシリーズ『イエローストーン』の前日譚である複数のシリーズの中で最も早い時期を舞台とするものであり、「イエローストーン」フランチャイズとしては二作目である。

## 概要
シリーズは19世紀にダットン家がモンタナ州のやがてイエローストーン牧場となる場所に来て土地を手に入れるに至った出来事を描く。南北戦争の後、イエローストーンの主人公ジョン・ダットン三世の曽祖父母が率いるダットン家はテネシー州を離れてテキサス州フォートワースに来る。ヨーロッパからの移民のキャラバンに加わってオレゴン州を目指すが、モンタナ州に落ち着くことになる。
テイラー・シェリダンは全話の脚本を担当し、さらに一話の監督も務める。
日本ではU-NEXTが独占配信する。

## 登場人物
※括弧内は日本語吹替 

### メイン
- シェイ・ブレナン : サム・エリオット（さかき孝輔） - ピンカートン探偵社社員で移民のキャラバンを率いる。南北戦争では北軍大尉として戦う。妻と娘を天然痘で亡くす[4]。
- ジェームズ・ディラード・ダットン: ティム・マグロウ（楠大典[5]） - テネシー州出身の、元南軍大尉。南北戦争のアンティータムの戦いで負傷して捕虜となり、3年間を北軍の刑務所で過ごす。『イエローストーン』の主人公であるジョン・ダットン三世の曽祖父。
- マーガレット・ダットン : フェイス・ヒル（甲斐田裕子）- ジョン・ダットン三世の曾祖母[4]
- エルサ・ダットン : イザベル・メイ（英語版）（逢田梨香子[6]） - ジェームズとマーガレットの17才の娘[7]。ナレーションも務める。
- トーマス : ラモニカ・ギャレット（英語版） - ピンカートン探偵社社員でシェイの同僚[8]。
- ヨセフ : マーク・リスマン（英語版）（遠藤純平[9]） - ドイツからの移民で元大工。英語を話し移民たちとシェイらピンカートン探偵社社員との間の通訳を務める[10][11]。
- ジョン・ダットン・シニア : オーディー・リック -  ジェームズとマーガレットの息子でジョン・ダットン三世の祖父となる5才の少年[12][10]
- イニス : エリック・ネルセン（英語版） - キャラバンに同行し家畜の世話をするカウボーイ[10]。
- ウェイド : ジェームズ・ランドリー・ヘバート（ケンコー[13]） - カウボーイの頭[10]
- コルトン : ノア・ル・グロス - ドーンの渡し場でキャラバンに加わるカウボーイ[10]

### リカーリング
- ノエミ : Gratiela Brancusi - 二人の子を抱え、夫を亡くしたばかりのロマの女性[10][14]
- リザ : Anna Fiamora - ヨセフの妻[10]
- クッキー : James Jordan - "ドーンの渡し場"でキャラバンが雇うコック[10]
- サム : Martin Sensmeier - クアナ・パーカーに従うコマンチの戦士[10]

### ゲスト
- クレア・ダットン : Dawn Olivieri - ジェームズ・ダットンの未亡人の姉あるいは妹[10][15][16][17][10][15][16][17]
- メアリー・アベル・ダットン : Emma Malouff - クレア・ダットンの娘[10][15]。
- ジョージ・ミード : トム・ハンクス（菊池康弘） - 北軍の将軍。
- ジム・カートライト : ビリー・ボブ・ソーントン -フォートワースの保安官[18]。
- キャロライン : リタ・ウィルソン - "ドーンの渡し場"でマーガレットと親しくなる店主[19][20]
- チャールズ・グッドナイト（英語版）:  テイラー・シェリダン - シェイの知己の盗賊ハンター[21]
- Spotted Eagle :  グラハム・グリーン - ダットン家にパラダイスバレーの土地を与えるクロウ族の長老[22][23]

## あらすじ
1883年、元南軍のジェームズ・ダットンはオレゴン州に移民するため、テキサス州フォートワースで妻のマーガレット、娘のエルサ、息子のジョンと合流する。妻と娘を失くしたばかりのピンカートン探偵社のシェイ・ブレナンは同僚のトーマスとともに、ヨーロッパからの移民をオレゴンに先導する仕事を請け負い、腕を買われたジョンも家族とともに合流する。荷馬車や牛の群れからなるキャラバンは、過酷な旅の途中で多くの犠牲者を出す。トーマスはロマ族の未亡人ノエミと親しくなる。ジョンの姉あるいは妹であるクレアとその娘は亡くなり、エルサは恋人となっていたカウボーイのイニスを失う。キャラバンは川を渡る"ドーンの渡し場"に着いて物資を補給する。川を渡った先のグレートプレーンズのコマンチの領土で、キャラバンは竜巻に襲われてほとんどの荷馬車を失い進行が遅くなる。近いコロラド州に目的地を変えようと言うシェイの意見を押し切り、ジェームズや移民たちは、土地が無料でもらえる遠いオレゴンに行くことを選ぶ。エルサはコマンチの戦士サムに出会って魅かれ合い、オレゴンまで同行した後に戻ってくることにする。ワイオミング準州で馬泥棒がラコタ族を惨殺した事件に巻き込まれ、キャラバンの多くは殺されエルサも重傷を負う。エルサを埋葬した地に定住するため、ダットン家はモンタナ準州に目的地を変え、クロウ族から7世代に限りパラダイスバレーの土地を与えられる。キャラバンは苦難の旅でほとんどが死を迎えるが、妻と片足を失ったヨセフ、そしてトーマスとノエミの一家はオレゴンに着き、土地を得て家を建てる。目的を果たしたシェイは浜辺で自殺する。

## エピソード
| 通算 話数 | タイトル                                     | 監督                      | 脚本                 | 公開日         |
| --- | -------------------------------------------- | ------------------------- | -------------------- | -------------- |
| 1 | "1883"                                       | テイラー・シェリダン      | テイラー・シェリダン | 2021年12月19日 |
| フラッシュフォワードで、エルサは開拓者のグループが先住民たちに殺戮される場面に居合わせる。銃で一人を殺すも矢で腹を射抜かれて囲まれる。数か月前、元北軍大尉でピンカートン探偵社社員のシェイ・ブレナンは天然痘で死んだ妻と娘を家ごと火葬にする。同僚のトーマスがやってきてシェイの自殺を止め、テキサス州フォートワースから移民を率いる仕事があると伝える。フォートワースに向かう途中、トーマスとシェイはジェームズ・ダットンが馬車を守り、襲ってきた盗賊を皆殺しにするのを目撃する。二人はジェームズの腕を見込んで仕事に誘う。ジェームズの家族 - 妻のマーガレット、娘のエルサ、息子のジョン、そして姉あるいは妹のクレア、クレアの娘のメアリー・アベル - は鉄道でテネシー州からフォートワースに来てジェームズに合流する。シェイとトーマスは、ピンカートン社に料金を払ってオレゴン州に向かおうとする、ドイツ人とスラブ人の移民のグループに会い、過酷な旅への準備不足に気づく。ジェームズと家族はホテルに泊まるも、酔った男がエルサをレイプしようとしてジェームズに殺される。ジェームズは、シェイとトーマスの率いるキャラバンに同行を申し出る。 |                                              |                           |                      |                |
| 2 | "意地と別れ" "Behind Us, a Cliff"            | Ben Richardson            | テイラー・シェリダン | 2021年12月19日 |
| フラッシュバックで、1862年のアンティータムの戦いで敗れた南軍のジェームズを北軍のジョージ・ミード将軍が慰める。現在、シェイ、トーマス、ジェームズは西へ向かう準備としてカウボーイのウェイドとイニスを雇い、野生の牛を捕らえに行く。彼らの不在中、馬に乗った男たちが移民の野営地に接近する。クレアが石を投げたために争いが始まり、メアリー・アベルらが撃たれて死ぬ。牛を連れて野営地に戻ったシェイ、トーマス、ジェームズはヨセフを伴って町に行き、保安官のジム・カートライト に事情を説明して同行し、酒場で相手の男たちを見つけて射殺する。復讐を恐れ、キャラバンは翌朝出発する。7人目の子を失ったクレアは自殺し、予期していたジェームズをシェイが手伝って埋葬する。 |                                              |                           |                      |                |
| 3 | "乗り越えるべきもの" "River"                 | Christina Alexandra Voros | テイラー・シェリダン | 2021年12月26日 |
| 経験不足の移民たちは旅の途中で次々と命を落とす。ブラゾス川に行く手を阻まれ、シェイは慎重に東に遠回りして船で川を越えようと主張し、ジェームズはそのまま西に進んで浅瀬で川を越えようと主張する。シェイは、未亡人になったばかりで夫を探すロマのノエミを手伝うも、求婚を退ける。ノエミから食料を盗んだ移民をキャラバンから追放する。冬が来る前に旅を終えるため、シェイはジェームズの主張通りに西に向かうことに決める。馬に慣れたマーガレットとエルサは、カウボーイたちを手伝い牛を移動させる。ジェームズは、イニスにエルサと交際することを許す。 |                                              |                           |                      |                |
| 4 | "命の分かれ目" "The Crossing"                | Christina Alexandra Voros | テイラー・シェリダン | 2022年1月9日   |
| キャラバンは川を渡るべき場所に着く。エルサはイニスと牛の群れを追い、親しくなる。トーマスはノエミを助け、求婚されるが、黒人であることを理由に辞退する。ジェームズとマーガレットは夜のうちに川を渡ってロープを張り、後に続く移民たちを助ける。シェイは不要な荷物を捨て荷馬車を軽くして渡るよう命令するも、母国で泳ぐことを禁じられていた移民たちにさらなる犠牲者が出る。 |                                              |                           |                      |                |
| 5 | "毒と自由と" "The Fangs of Freedom"          | Christina Alexandra Voros | テイラー・シェリダン | 2022年1月16日  |
| 食糧をまとめて積んだ荷馬車が川に流されて、キャラバンは危機に陥る。ヨセフはキャラバンの中に食糧を盗む移民がいると明かし、シェイ、トーマス、ジェームズは盗まれた食糧を取り戻して追放する。盗賊がキャラバンを尾行する。エルサとイニスは初めてセックスをし、両親がこれに気づく。盗賊は追放された移民を襲って殺し、次にキャラバンを襲う。盗賊は撃退されるもイニスは殺され、エルサは撃った相手を殺す。 |                                              |                           |                      |                |
| 6 | "悪魔との根競べ" "Boring the Devil"          | Ben Richardson            | テイラー・シェリダン | 2022年1月30日  |
| キャラバンは"ドーンの渡し場"に着く。シェイはカウボーイのコルトンと、コックのクッキーを雇う。トーマスはノエミのために鏡を買い、二人は愛を告白し合う。エルサはエニスを失って悲嘆にくれるも、シェイや父との語らいで乗り越える。キャラバンは川を渡って先住民の土地に入る。 |                                              |                           |                      |                |
| 7 | "黄色い髪の稲妻" "Lightning Yellow Hair"     | Christina Alexandra Voros | テイラー・シェリダン | 2022年2月6日   |
| キャラバンはグレートプレーンズのコマンチの領土に入り、通行税を払う。エルサはコマンチの戦士サムと馬で競争し勝つ。サムはかつて妻を殺した男の名前を盗んだと語る。サムはエルサを「黄色い髪の稲妻」と呼び、二人は互いに魅かれる。竜巻がキャラバンを襲い、ほとんどの荷馬車を破壊し馬や牛は四散する。サムとエルサは一緒に竜巻を避けて抱き合う。シェイ、トーマス、ジェームズ、エルサは家畜を集めに行って盗賊と戦い、サムがエルサの命を救う。シェイの知己で盗賊ハンターのチャールズ・グッドナイトが助けに入り、盗賊たちを皆殺しにする。 |                                              |                           |                      |                |
| 8 | "嘆きという名の降伏" "The Weep of Surrender" | Ben Richardson            | テイラー・シェリダン | 2022年2月13日  |
| 荷馬車のほとんどが壊れてキャラバンの移動速度は落ち、冬前にオレゴンに着く見込みが小さくなる。シェイはコロラド州に目的地を変えるよう主張する。ジェームズは土地が無料でもらえるオレゴン州に行くことを選び、これに移民たちも賛成し、シェイも従う。エルサはサムと協力してムスタングを狩り集め、バッファローを殺し、愛し合うようになる。ジェームズはマーガレットの反対を押し切り、サムにエルサと結婚する許可を与える。キャラバンは馬を多く用いて西に向かい出発する。エルサはオレゴンまで同行した後でサムの元に戻ってくることにする。 |                                              |                           |                      |                |
| 9 | "蒼天の雲" "Racing Clouds"                   | Ben Richardson            | テイラー・シェリダン | 2022年2月20日  |
| ラコタ族の土地に入り、蛇がリザの馬を噛んで落馬させ、夫ヨセフの足を噛む。馬泥棒がラコタ族の女性や子供を惨殺した跡に出くわし、自分たちが罪を着せられると理解する。ラコタ族に説明するよう指示してキャラバンをその場に残し、シェイ、トーマス、ジェームズの3人は馬泥棒を追う。だがクッキーの主張でキャラバンはその場を離れ、近くの砦に向かう。3人はワイオミング牧場主協会を名乗る馬泥棒を見つけて殺す。ダコタ族が足跡を追ってキャラバンを見つけ、復讐の殺戮を始める。エルサは矢で腹を射抜かれながら相手を射殺する。エルサがサムに教えられた言葉を話し、ダコタ族は去る。コルトンは頭皮を剥がれ矢を射られた女性を安楽死させる。エルサはその場で矢を抜かれ手当てを受ける。ジェームズは帰る途中のダコタ族に出くわし、家族のもとに来る。エルサが死ぬだろうとマーガレットに話す。 |                                              |                           |                      |                |
| 10 | "旅路の果て" "This Is Not Your Heaven"       | Ben Richardson            | テイラー・シェリダン | 2022年2月27日  |
| キャラバンはワイオミング準州のキャスパー砦に着くが、ここはジェームズらが殺した馬泥棒が所属するワイオミング牧場主協会員の所有であり、外科医もいないことを知る。シェイはボーズマンで冬を過ごして来年オレゴンに行くことを勧めるが、キャラバンの大部分は拒否してそのまま進み、盗賊に殺される。ジェームズはエルサの命が長くないことを覚悟し、北へ向かって娘を埋葬しその地に住もうと決める。クロウ族の長老に会って相談し、モンタナ準州のパラダイスバレーを7世代に限り与えられる。エルサの死が迫り、ジェームズは娘を馬に乗せて運び、木の下で死を看取る。ヨセフの足の傷は悪化して切断され、妻は死ぬ。1年後、シェイは約束を果たしてオレゴンの浜辺に着き自殺する。ヨセフはオレゴンの土地を得て一人で家を建て始める。トーマスとノエミの家族もオレゴンに着き、川の流れる土地を得て家を建て始める。 |                                              |                           |                      |                |

## 続編
本シリーズは当初リミテッドシリーズとして企画された。2022年2月、シリーズ放送後に、パラマウントはエピソードを追加すると発表したが、その後、本シリーズのシーズン2としてではなく独立したシリーズ『1923』になると発表した。シェリダンは当シリーズを10時間の映画だとみなした。
2022年5月、パラマウントは既に発表されていた『Lawmen: Bass Reeves』もまた当シリーズのスピンオフになると発表した。その後、2023年11月には『Lawmen: Bass Reeves』は『1883』のスピンオフではないとした。

### イエローストーンとのクロスオーバー
『イエローストーン』の視聴者に当シリーズを紹介するため、シーズン4ではダットン家がモンタナに住んでから10年後が描かれた。第1話では、今はダットン牧場となった父祖の土地に父親を埋葬するために旅をしてきて飢えに苦しむ先住民のグループに、ジェームズと二人の息子が遭遇する。第8話では、マーガレットと二人の息子が待つ家に、馬泥棒を狩り傷を負ったジェームズが帰ってくる。

### 1923とのクロスオーバー
『1923』が2022年12月に配信開始される1か月前、パラマウント+はエルサ役のイザベル・メイがナレーションを務める予告を公開した。メイはナレーションを務め、『イエローストーン』の第4シーズンで描かれた1893年と、1923年の間の30年間にダットン家に何が起きたかを説明する。 またトーマス役を務めた俳優ラモニカ・ギャレットはパラマウント+のドキュメンタリーである『1923: Inside The Series』のナレーションを務めた。